# Oriolus brachyrynchus
L'oriolo occidentale (Oriolus brachyrynchus Swainson, 1837) è un uccello della famiglia degli Oriolidi.

## Distribuzione e habitat
Occupa un areale molto vasto, comprendente tutta la regione delle foreste tropicali africane, sia dell'Africa occidentale che di quella centrale, dalla Guinea fino al Sudan, a est, e all'Angola, a sud. Nonostante prediliga le foreste, si incontra anche nelle savane umide.

## Sistematica
Oriolus brachyrhynchus ha due sottospecie:
- O. brachyrynchus brachyrynchus
- O. brachyrynchus laetior